# 21e régiment de dragons (2e régiment de dragons badois)
Pour les articles homonymes, voir 21e régiment.

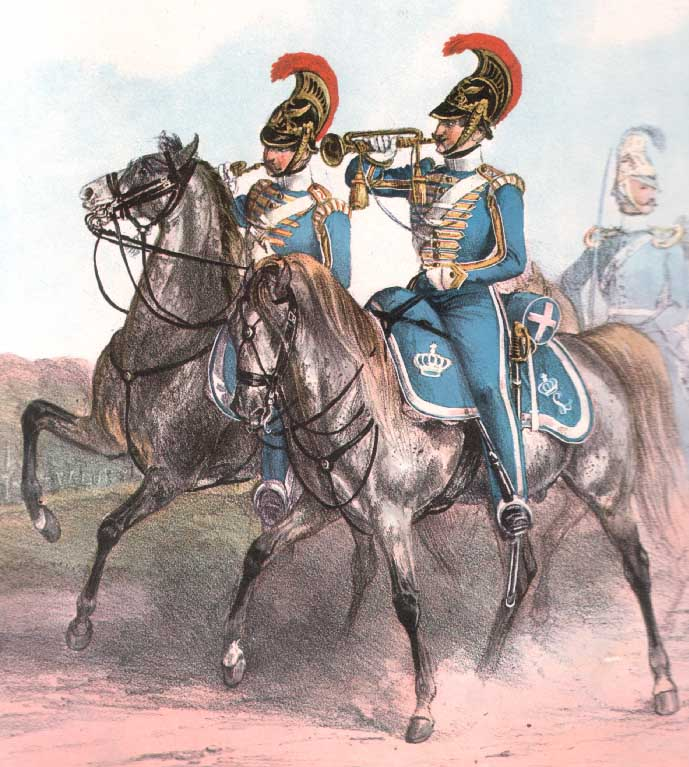
Trompettiste du 2e régiment de dragons vers 1830

Le 21e régiment de dragons (2e régiment de dragons badois) est une unité de cavalerie de l'armée grand-ducale badoise qui existe depuis 1850 et fait partie de l'armée prussienne à partir de 1871.

## Histoire

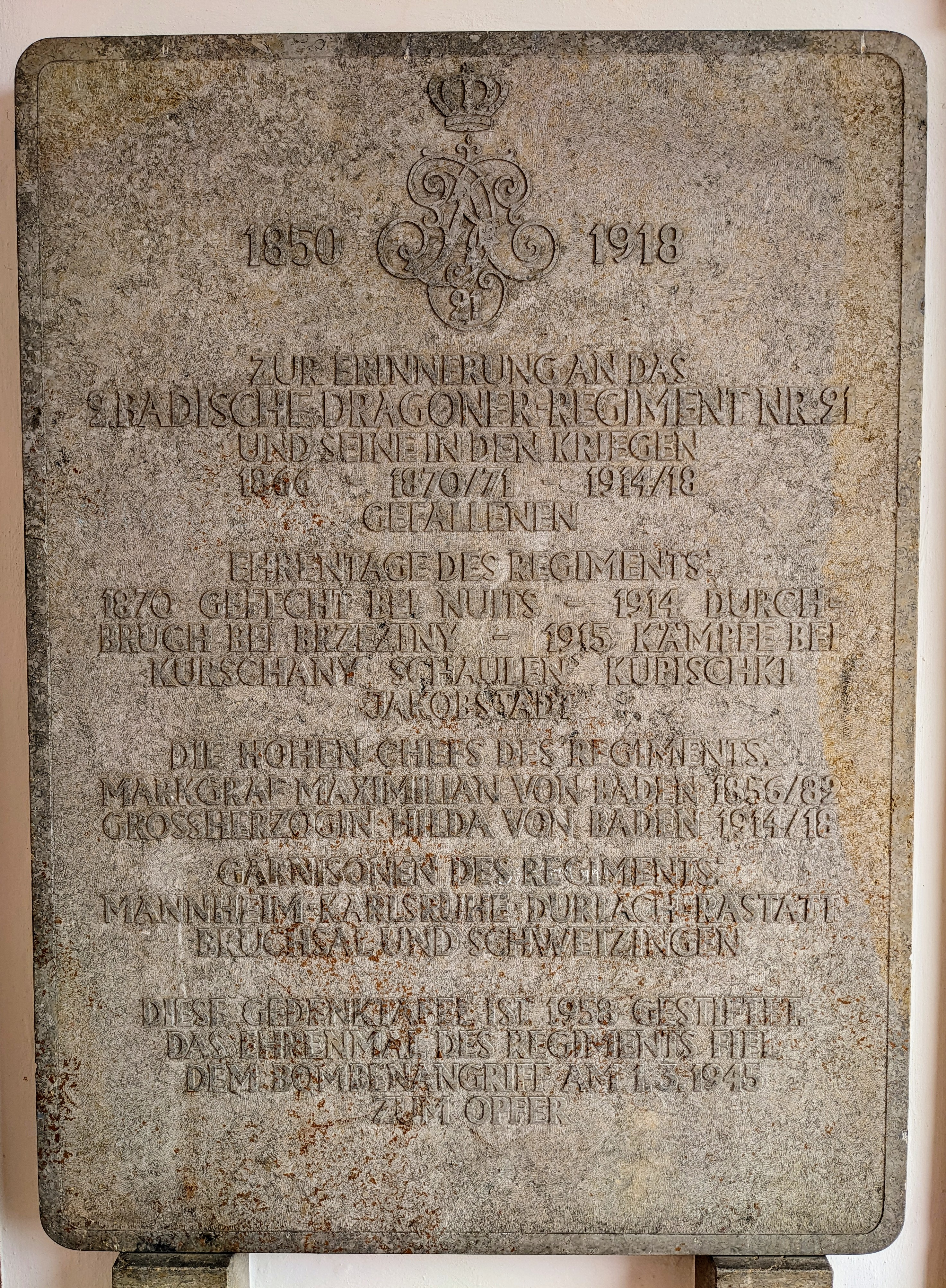
Plaque commémorative du 21e régiment de dragons au château de Bruchsal.

Le 6 janvier 1850 (jour de la fondation), la création d'un 2e régiment de cavalerie avec garnison à Mannheim est ordonné. Il remplace le 2e régiment de dragons dissous pour cause de mutinerie lors de la révolution de 1848. En 1851, le régiment est transféré à Bruchsal, le 1er escadron étant stationné à Rastatt (de). Le 10 janvier 1855, l'unité se forme en 2e régiment de dragons et, avec la nomination du margrave Maximilien (de) comme chef de régiment, il reçoit le 20 septembre 1856 la dénomination de 2e régiment de dragons « Margrave Maximilien ». En 1862, le régiment est transféré à Karlsruhe, le 1er escadron restant à Rastatt. Cela ne change qu'en 1867, lorsque cette escadrille déménage à Durlach. Après la convention militaire, l'unité est intégrée à l'armée prussienne le 1er juillet 1871 et reçoit la désignation de 21e régiment de dragons badois « Margrave Maximilien ». En 1882, le margrave décède et le régiment prend le nom de 21e régiment de dragons badois à partir du 29 juin 1882. De 1871 à 1890, le 1er escadron se trouve à nouveau à Rastatt puis à Schwetzingen.
Le 16 juin 1913, la grande-duchesse Hilda de Bade est nommée chef du régiment sans que le nom de l'unité ne soit modifié.

### Guerre austro-prussienne
Dans la formation du 8e corps d'armée fédéral utilisé dans l'exécution fédérale contre la Prusse. Batailles d'Hundheim et Gerchsheim.

### Guerre franco-prussienne
1870 Participation à la bataille de Wissembourg et à la bataille de Frœschwiller-Wœrth. Puis affecté à la force de siège devant Strasbourg . Le régiment monte une charge à Nuits-Saint-Georges. En 1871, il est utilisé pour le siège de Belfort. Retourné dans les garnisons d'origine le 4 avril 1871.

### Opérations dans les colonies
- 1900 Chine : un officier et 14 sous-officiers et dragons du régiment participent au corps expéditionnaire destiné à réprimer la rébellion des Boxers[6]
- 1904/06 Sud-Ouest africain allemand : deux officiers et 46 sous-officiers et dragons du régiment participent à la répression du soulèvement Héréro[1].

### Première Guerre mondiale

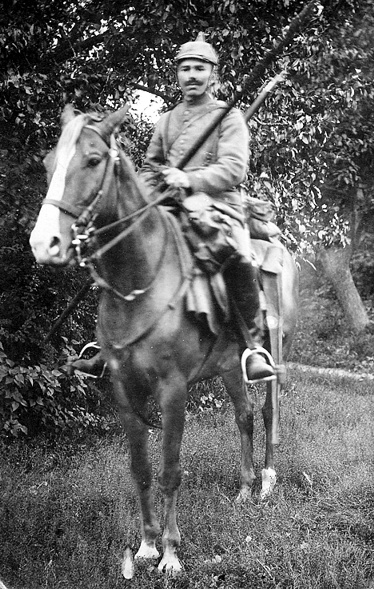
Dragon badois à cheval feldgrau 1914

En août 1914, le régiment participe aux batailles frontalières en Lorraine. Avance ensuite jusqu'au canal Rhin-Marne. Après l'ordre de retrait en septembre, le régiment participe à la course à la mer et reste stationné jusqu'à fin octobre sur l'aile droite de la 1re armée puis dans la zone de la nouvelle 4e armée. En novembre 1914, elle est transférée sur le front de l'Est et combat en Pologne russe, près de Lodz, près de Brzeziny dans le nord de la Pologne, en Courlande et en Lituanie.

### Après-guerre
Le 14 janvier 1919, le régiment revient à Bruchsal et est ensuite démobilisé et dissous. Dans la Reichswehr, le 3e escadron du 18e régiment de cavalerie (de) de Louisbourg reprend la tradition. Dans la Wehrmacht, c'est la 2e détachement du 18e régiment de cavalerie qui poursuit la tradition.

## Commandants
| Grade                 | Nom                                      | Date                                   |
| --------------------- | ---------------------------------------- | -------------------------------------- |
| Oberst                | Theodor Hilpert                          | 10 janvier 1850 au 17 février 1854     |
| Oberst                | August Hecht                             | 18 février au 8 septembre 1854         |
| Oberstleutnant/Oberst | Heinrich von Freystedt (de)              | 30 septembre 1854 au 19 septembre 1860 |
| Oberstleutnant/Oberst | Karl von Freydorf (de)                   | 20 septembre 1860 au 19 juillet 1866   |
| Oberstleutnant/Oberst | Hippolyt Wirth (de)                      | 20 juillet 1866 au 14 juillet 1871     |
| Major/Oberstleutnant  | Oskar von Strachwitz (de)                | 15 juillet au 3 novembre 1871          |
| Oberstleutnant/Oberst | Oskar von Strachwitz                     | 4 novembre 1871 au 28 avril 1879       |
| Oberstleutnant/Oberst | Karl von Heister (de)                    | 29 avril 1879 au 11 juin 1886          |
| Oberst                | Paul von Bause (de)                      | 12 juin 1886 au 14 juillet 1890        |
| Oberst                | Karl von Uslar-Gleichen (de)             | 15 juillet 1890 au 17 avril 1895       |
| Oberstleutnant/Oberst | Siegmund von Longchamps-Berier           | 18 avril 1895 au 1 mai 1899            |
| Oberstleutnant/Oberst | Konrad Kühne                             | 2 mai 1899 au 26 janvier 1903          |
| Oberstleutnant/Oberst | Reinhold von Eben                        | 27 janvier 1903 au 17 octobre 1907     |
| Oberst                | Wilhelm von Uslar-Gleichen               | 18 octobre 1907 au 19 avril 1910       |
| Oberstleutnant/Oberst | Hunold von Plettenberg-Oevinghausen (de) | 20 avril 1910 au 17 avril 1913         |
| Oberstleutnant/Oberst | Eginhard Eschborn                        | 18 avril 1913 au 20 janvier 1918       |
| Major                 | Curt Heyl                                | 21 janvier 1918 à janvier 1919         |

## Uniforme
Les dragons portent une tunique bleue et un pantalon gris anthracite. La tunique est équipée de poignets suédois. La couleur de l'insigne du régiment est jaune. Les poignets, le col montant, les empiècements des épaulettes et les passants sont de cette couleur. Les boutons et les ferrures étaient en laiton. Une bandoulière blanche avec un cartouche noir va de l'épaule gauche à la hanche droite. La bandoulière et le cartouche ne sont pas portés avec des tenues de soirée ou des tenues de soirée. Le casque est décoré du griffon de Bade en maillechort. Les chaînes en écailles et la visière du casque sont en laiton. Pour le défilé, un buisson de crin blanc (rouge pour les musiciens) est mis à la place du sommet. La cocarde nationale est jaune et rouge, tout comme le drapeau de lance de l'équipe. Le drapeau de lance des sous-officiers est jaune avec un griffon rouge de Bade. La ceinture est blanche et avait une boucle ardillon. Selon l'AOK du 14 février 1907, l'uniforme gris de campagne M 1910 est introduit pour le service sur le terrain à partir de 1909/10. Dans cet uniforme, les bretelles et les bottes sont de couleur marron naturel et le casque est recouvert d'une housse de couleur roseau. La bandoulière et le cartouche ne sont plus portés.

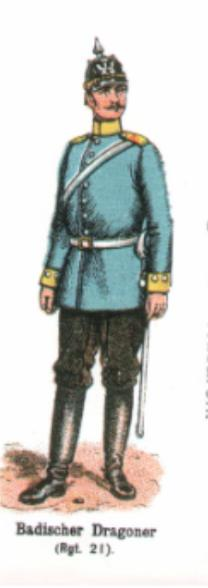
Dragons du régiment 1901
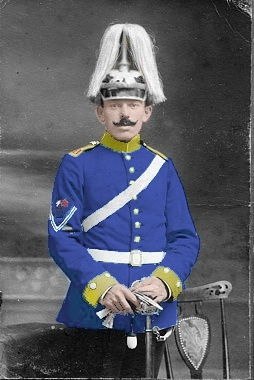
Dragons du 21e régiment de dragons  en uniforme de parade, 1911 (recoloré)
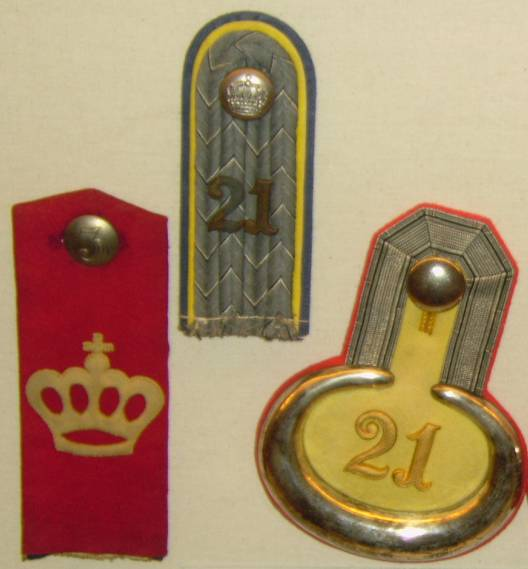
À droite et au milieu : épaulettes du régiment vers 1900 (à gauche une épaulette du corps des dragons)
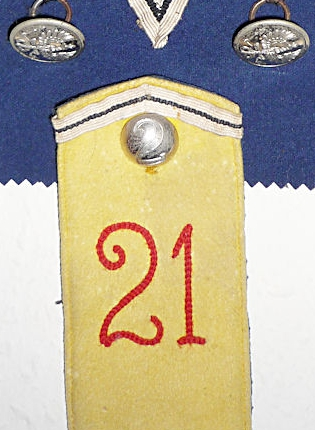
Aisselle 21e Rgt de dragons – Équipes
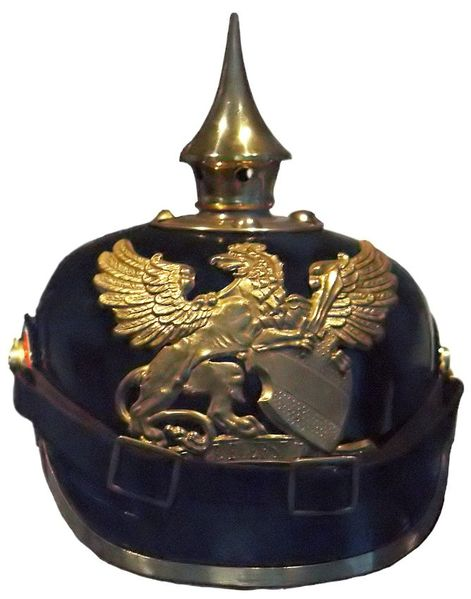
Griffon sur le bonnet de pioche badois (ici pour l'infanterie avec jugulaire au lieu de chaîne d'écaille)
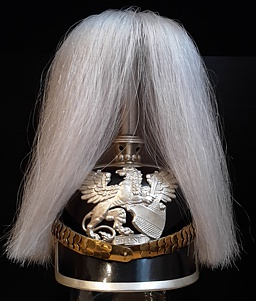
Casque de dragon badois avec parade – Haarbusch, vers 1911